# Aleš Hellebrand
Aleš Hellebrand (* 27. srpna 1974 Opava) je bývalý český fotbalový obránce nebo záložník.
Jeho synové Patrik Hellebrand a Jan Hellebrand jsou také profesionálními fotbalisty. Jeho švagrem je bývalý fotbalista Miroslav Březík.

## Hráčská kariéra
Debutoval v posledním kole československé nejvyšší soutěže, kdy byl v základní sestavě Baníku Ostrava v bratislavském zápase s Interem (hráno v pátek 11. června 1993, domácí zvítězili 2:1). Nejvyšší soutěž hrál i v ČR (za Opavu) a SR (za VTJ KOBA Senec, Ružomberok a Artmediu Petržalka / Bratislava).
Ve druhé nejvyšší soutěži hrál za Znojmo (1993/94) a Novou huť Ostrava (jaro 1999), v Moravskoslezské fotbalové lize hrál za Znojmo (1994/95) a Baník Ostrava „B“ (1995/96).
Ve slovenské nejvyšší soutěži vybojoval postupně třetí místo s Ružomberkem (2000/01), druhé místo s Artmedií Petržalka (2002/03) a v sezoně 2004/05 s bratislavským týmem získal titul mistra Slovenska. V ročníku 2003/04 vyhrál s Artmedií Petržalka také slovenský fotbalový pohár.
Od jara 2006 nastupuje za FC RAK Provodov, do 30. října 2011 si v něm připsal 154 starty a 25 branek v Přeboru Zlínského kraje.

### Evropské poháry
Za Artmediu nastoupil celkem třikrát v kvalifikaci Poháru UEFA (2003/04: 2 / 0, 2004/05: 1 / 0) a dvakrát v kvalifikaci Ligy mistrů UEFA (2005/06: 2 / 0).

## Trenérská kariéra
Je držitelem trenérské licence UEFA „B“, věnuje se mládeži ve Fastavu Zlín.

## Ligová bilance
| Ročník                                   | Zápasy | Góly | Minuty | Klub                |
| ---------------------------------------- | ------ | ---- | ------ | ------------------- |
| 1. československá fotbalová liga 1992/93 | 1      | 0    | –      | Baník Ostrava       |
| 1. česká fotbalová liga 1996/97          | 18     | 0    | 1047   | Kaučuk Opava        |
| Gambrinus liga 1997/98                   | 21     | 0    | 1266   | Kaučuk Opava        |
| Gambrinus liga 1998/99                   | 5      | 0    | 185    | Kaučuk Opava        |
| Mars superliga 1999/00                   | 14     | 0    | –      | VTJ KOBA Senec      |
| Mars superliga 1999/00                   | 15     | 2    | –      | MFK Ružomberok      |
| Mars superliga 2000/01                   | 25     | 1    | –      | MFK Ružomberok      |
| Mars superliga 2001/02                   | 26     | 3    | –      | Artmedia Petržalka  |
| 1. slovenská fotbalová liga 2002/03      | 25     | 1    | –      | Artmedia Petržalka  |
| Corgoň liga 2003/04                      | 6      | 0    | –      | Artmedia Bratislava |
| Corgoň liga 2004/05                      | 18     | 0    | –      | Artmedia Bratislava |
| Corgoň liga 2005/06                      | 3      | 0    | –      | Artmedia Bratislava |
| CELKEM 1. LIGA ČSFR                      | 1      | 0    | –      |                     |
| CELKEM 1. LIGA ČR                        | 44     | 0    | 2498   |                     |
| CELKEM 1. LIGA SR                        | 132    | 7    | –      |                     |